# Powieść społeczno-obyczajowa
Powieść społeczno-obyczajowa – najważniejsza odmiana powieści realistycznej reprezentowana przez najwybitniejsze osiągnięcia klasyki powieściowej XIX wieku. Utwory reprezentujące ten gatunek literacki zaczęły dominować w II połowie stulecia. Wykształcenie się gatunku powieści społeczno-obyczajowej było jednym z najważniejszych etapów ewolucji gatunku powieści.

## Cechy gatunku
Powieść społeczno-obyczajową charakteryzuje narracja auktorialna w trzeciej osobie (tzw. narrator wszystkowiedzący) oraz dokonywanie niezwykle dokładnego opisu środowiska, w jakim odbywa się akcja. Autorzy powieści społeczno-obyczajowych czerpali tematy dla swoich utworów z obserwacji prawdziwego życia, zaś za pierwszorzędny cel utworu uważali oddanie charakteru konkretnego środowiska społecznego, nie zaś opis fascynujących przygód konkretnego bohatera. Z tego powodu bohaterami utworów tego gatunku są w większości osoby „typowe” dla danej grupy społecznej, reprezentujące jej najczęściej spotykane cechy, zaś napisanie utworu poprzedzały obserwacje dokonywane przez autora w opisywanym środowisku. Motywacja bohaterów powieści społeczno-obyczajowej, choć nie odrzuca całkowicie wpływu psychologii, opiera się zatem na czynnikach społecznych. Fabuła utworów ma charakter zamknięty. W założeniach teoretycznych powieść społeczno-obyczajowa miała być całkowicie obiektywna, zaś narrator wszechwiedzący w żadnym stopniu nie powinien sugerować czytelnikowi opinii o konkretnych bohaterach czy o całych grupach społecznych. W praktyce nie zawsze udawało się tę całkowitą bezstronność zachować.
Ze względu na wierność w oddawaniu autentycznych społecznych środowisk i (przynajmniej w teorii) ich bezstronną prezentację wiele powieści społeczno-obyczajowych uważanych jest przez historyków za cenne świadectwo swoich czasów.

## Przykłady
Najbardziej znanymi przykładami powieści społeczno-obyczajowej są części złożonego z 85 tomów cyklu Komedia ludzka Honoriusza Balzaka, obrazującego życie większości warstw społecznych Francji w okresie od Dyrektoriatu do monarchii lipcowej. Typową realizacją gatunku takiej powieści jest też powieść Anna Karenina (1878) Lwa Tołstoja, panoramiczny obraz Rosji u schyłku XIX w. Na gruncie polskim za najwybitniejszą powieść społeczno-obyczajową uważa się powieść Lalka (1890) Bolesława Prusa, nazwaną przez krytyków literackich „epopeją dziewiętnastowiecznej Warszawy”.